# Anisimov
Anisimov je priimek več oseb:
- Artem Aleksejevič Anisimov, ruski hokejist
- Nikolaj Pavlovič Anisimov, sovjetski general
- Nikolaj Petrovič Anisimov, sovjetski general
- Boris Afanasevič Anisimov, sovjetski general
- Georgij Ivanovič Anisimov, sovjetski general
- Evgenii V. Anisimov (Jevgenij Anisimov), zgodovinar, publicist
- Mihail Anisimov (*1941), rusko-azerbajdžanski interdisciplinarni (fizikalno-kemijsko-biotehnološki) znanstvenik
- Tanja Anisimova (*1966), ruska čelistka in skladateljica
- Vasilij Anisimov (prv. Afanasjev) (1878 - 1938), ruski revolucionar, menjševiški politični aktivist
- Vladimir Anisimov (*1950), ruski fizik in skladatelj